# 2006 год в литературе

## Премии

### Международные
- Дублинская литературная премия — Колм Тойбин, «Мастер» (англ. The Master ).
- Нейштадтская литературная премия — Кларибель Алегрия[1].
- Нобелевская премия по литературе — Орхан Памук, «За то, что в поисках меланхоличной души родного города нашёл новые символы для столкновения и переплетения культур»[2].
- Премия Агаты — Сандра Паршалл, роман «The Heat Of The Moon».
- Премия Франца Кафки — Харуки Мураками.
- Премия мира немецких книготорговцев — Вольф Лепенис.
- Премия «Хьюго» за лучший роман —  Роберт Чарльз Уилсон, «Спин» (англ. Spin)[3].
- Премия «Хьюго» за лучшую повесть — Конни Уиллис, «Внутренняя работа» (англ. Inside Job)[3].
- Премия «Хьюго» за лучшую короткую повесть —  Питер Бигл, «Два сердца» (англ. Two Hearts)[3].
- Премия «Хьюго» за лучший рассказ — Дэвид Левин, «Тк'Тк'Тк» (англ. Tk’tk’tk)[3].
- АБС-премия:
  - номинация «Художественная проза» — Дмитрий Быков, роман «Эвакуатор».
  - номинация «Критика и публицистика» — Светлана Бондаренко, «Неизвестные Стругацкие», т. 1-2 (комментированное издание архивных материалов).
- Премия Виленицы — не вручалась.
- Международная детская литературная премия имени В. П. Крапивина:
  -  Альберт Лиханов (Москва) — за дилогию «Русские мальчики» и «Мужская школа» и бесценный вклад в отечественную литературу для детей и юношества[4];
  - Елена Габова (Сыктывкар) — за сборники повестей и рассказов «Не вставайте с левой ноги» и «Никто не видел Рыжего», исповедующие доброту, совестливость и уважение к людям;
  - Сергей Козлов (п. Горноправдинск Тюменской области) — за повести «Пуговица» и «Бекар», продолжающие реалистические традиции русской детской литературы;
  - Валентина Фролова (Севастополь) — за историческую повесть «Ветры Босфора», воспитывающую мужество и патриотизм[5].

### Австрия
- Австрийская государственная премия по европейской литературе — Хорхе Семпрун.
- Премия Фельдкирха:
  - Адельгейд Даимен;
  - Кристина Хайдеггер;
  - Людвиг Лахер;
  - Ганс Айхгорн;
- Премия Эриха Фрида — Марсель Байер.

### Великобритания
- Букеровская премия — Киран Десаи, книга «Наследство разорённых» (англ. The Inheritance of Loss)[6].
- Женская премия за художественную литературу — Зэди Смит, «О красоте» (англ. On Beauty)[7].
- Премия Сомерсета Моэма:

1. Зэди Смит, «О красоте» (англ. On Beauty);
2. Крис Клив, «Поджигатели» (англ. Incendiary).

### Германия
- Премия Георга Бюхнера — Оскар Пастиор.
- Бременская литературная премия — Райнхард Йиргль.
- Премия Гёте — не вручалась.

### Израиль
- Литературная премия имени Бялика — Рут Альмог, Ури Орлев.
- Иерусалимская премия — не вручалась.

### Испания
- Премия Сервантеса —  Антонио Гамонеда
- Премия принцессы Астурийской — Пол Остер[8].

### Италия
- Премия Гринцане Кавур —  Дерек Уолкотт;
  - произведение молодого автора — Орнела Ворпси.

### Норвегия
- Премия Ибсена:

1. Лив Хелёе, «Lise L», «Veien hjem», «I dag og i morgen» and «Dag»;
2. Финн Иункер, «Orkohns Død».

- Премия Браги:
  - номинация «беллетристика» — Даг Солстад, «Арманд В. Сноски к захороненному роману» (норв. Armand V. Fotnoter til en uutgravd roman);
  - номинация «детская литература» — Стиан Холе, за книжку с картинками «Лето Гармана» (норв. Garmanns sommer).

### Россия
- премия Большая книга — Дмитрий Быков за биографию «Пастернак»[9].
- Премия Дебют:
  - номинация «Крупная проза» — Виктор Пучков за повесть «Сахарная болезнь».
  - номинация «Малая проза» — Дарья Тагиль за подборку рассказов.
  - номинация «Поэзия» — Марина Мурсалова за подборку стихотворений.
  - номинация «Драматургия» — Николай Средин за пьесу «Звезды на песке».
  - номинация «Литературная критика и эссеистика» — Валерия Пустовая за подборку статей, рецензий, эссе.
  - номинация «Литература для детей» — Вадим Селин за повесть «Свой в доску! Как научиться кататься на скейте».
- Премия Поэт — Олеся Николаева.
- Русский Букер — Ольга Славникова, «2017».
- Премия Ивана Петровича Белкина — не вручалась.
- Премия Александра Солженицына — прозаик Алексей Варламов, «за тонкое отслеживание в художественной прозе силы и хрупкости человеческой души, её судьбы в современном мире; за осмысление путей русской литературы XX века в жанре писательских биографий»[10].
- Премия имени П. П. Бажова:

1. Андрей Ильенков — за поэтический портрет своего поколения;
2. Юлия Кокошко — за произведение, развивающее традиции русской метафорической прозы
3. Игорь Одиноков — за психологическую художественную прозу в традициях русского реализма;
4. Андрей Санников — за открытие и реализацию новых стихотворных форм;
5. Евдокия Турова (Валентина Ивановна Овчинникова) — за художественную прозу, раскрывающую историческое прошлое Урала;
6. Юрий Конецкий — за собрание сочинений в трёх томах.

- Национальный бестселлер — Дмитрий Быков, «Борис Пастернак».
- Премия Андрея Белого:
  - номинация «Поэзия» — Александр Скидан;
  - номинация «Проза» — Александр Гольдштейн;
  - номинация «Гуманитарные исследования» — Роман Тименчик;
  - номинация «За заслуги перед литературой» — Ирина Прохорова.
- Литературная премия «Чаша круговая» — Александр Кердан[11].
- Всероссийская премия имени Самуила Маршака:
  - номинация «Проза» — Артур Гиваргизов;
  - номинация «Поэзия» — Алексей Шевченко[12].

### США
- Всемирная премия фэнтези за лучший роман — Харуки Мураками, роман «Кафка на пляже» (яп. 海辺のカフカ).
- Всемирная премия фэнтези за лучшую повесть — Джо Хилл, «Добровольное заключение» (англ. Voluntary Committal).
- Всемирная премия фэнтези за лучший рассказ — Джордж Сондерс, «CommComm».
- Премия Эдгара Аллана По:
  - номинация «лучший роман» — Джесс Уолтер, «Гражданин Винс» (англ. Citizen Vince)[13];
  - номинация «за первый лучший роман американского писателя» — Тереза Швегель, «Ранен офицер» (англ. Officer Down)[14].
- Пулитцеровская премия за художественную книгу — Джеральдин Брукс, «Марч» (англ. March)[15].
- Пулитцеровская премия за лучшую драму — не вручалась.
- Пулитцеровская премия за поэзию — Клаудиа Эмерсон, «Покойная жена» (англ. Late Wife)[16].

### Франция
- Гонкуровская премия — Джонатан Литтел, «Благоволительницы» (фр. Les Bienveillantes)[17].
- Премия Фемина —  Нэнси Хьюстон, «Линии разлома»;
  - премия «зарубежному автору» — Нуле О'Фуэйлан, «История чикагского мая»;
  - премия «за эссе» — Клод Арно, «Кто говорит Я в Мы: Субъективная история идентичности» (фр. Qui dit je en nous ? Une histoire subjective de l’identité).
- Премия Медичи:
  - премия «за роман» — Сорж Шаландон, «Обещание» (фр. Une promesse);
  - премия «за лучшее зарубежное произведение» — Норман Маня, «Возвращение хулигана» (рум. Întoarcerea huliganului);
  - премия «за эссеистику» —  Жан-Бертран Понталис, «Брат предыдущего» (фр. Frère du précédent).
- Премия Ренодо — Ален Мабанку, «Воспоминания дикобраза» (фр. Mémoires de porc-épic);
  - премия «за эссе» — Пьера Бонсена, «Jean-François Revel : un esprit libre».

### Швеция
- Премия памяти Астрид Линдгрен — Кэтрин Патерсон[18].
- Литературная премия Шведской академии — Пиа Тафдруп[19].

### Япония
- Литературная премия имени Номы — Сэндзи Курои — «День. Оковы сна» (一日　夢の柵).
- Премия имени Рюноскэ Акутагавы:
  - 2006а: Таками Ито — «Бросить на дороге в августе» (八月の路上に捨てる);
  - 2006б: Нанаэ Аояма — «В одиночестве» (ひとり日和).
- Литературная премия имени Сэя Ито:
  - проза: Масахико Симада, «Сёстры упадка» (退廃姉妹);
  - критика: Масааки Каваниси, «Такэда Тайдзюн: биография» (武田泰淳伝).
- Премия имени Дзюна Таками — Хироми Ито.
- Премия имени Дзюнъитиро Танидзаки — Ёко Огава — «Марш Мина» (ミーナの行進).

## Книги
- «Жесть» — триллер Александра Щёголева.
- «Когда падают горы (Вечная невеста)» — произведение Чингиза Айтматова.
- «Нефритовые чётки» — книга Бориса Акунина из серии «Приключения Эраста Фандорина».
- «Поля-двойники» — книга Геннадия Айги.

### Романы
- «2017» — роман Ольги Славниковой.
- «Ампир „В“. Повесть о настоящем сверхчеловеке» — роман Виктора Пелевина.
- «Благоволительницы» — роман Джонатана Литтелла.
- «Бледная холера» (пол. Krętka blada) — роман Иоанны Хмелевской.
- «В двух шагах от рая» — роман Михаила Евстафьева о войне в Афганистане.
- «Городской тариф» — роман Александры Марининой.
- «Даниэль Штайн, переводчик» — роман Людмилы Улицкой.
- «День Дракона» — роман Вадима Панова из цикла «Тайный Город».
- «День опричника» — роман-антиутопия Владимира Сорокина.
- «История Лизи»  (англ. Lisey's Story) — роман Стивена Кинга.
- «Конец радуг» (англ. Rainbows End) — роман Вернора Винджа.
- «Мобильник» (англ. Cell) — роман Стивена Кинга.
- «Москва Ква Ква» — роман Василия Аксёнова.
- «На солнечной стороне улицы» — роман Дины Рубиной.
- «Поводыри на распутье» — роман Вадима Панова, второй в цикле «Анклавы».
- «Редкие земли» — роман Василия Аксёнова.
- «Санькя» — роман Захара Прилепина.
- «Трансчеловек» — роман Юрия Никитина.
- «Ф. М.» — роман Бориса Акунина.
- «Чувство льда» — роман Александры Марининой.

### Малая проза
- «Павиан» (дат. Baboon) — сборник рассказов Найи Марие Аидт
- «Таганский перекрёсток» — сборник рассказов Вадима Панова.

### Научно-популярная литература
- «Бог как иллюзия» (англ. The God Delusion) - книга английского этолога, эволюционного биолога и популяризатора науки Ричарда Докинза.

## Умерли
- 8 февраля:
  - Майкл Гилберт, английский писатель, сценарист, драматург, 83 года;
  - Салижан Жигитов, киргизский и советский писатель, поэт, литературный критик, переводчик, публицист, 87 лет.
- 21 февраля— Геннадий Айги, чувашский и русский поэт, переводчик, 71 год.
- 23 февраля — Юрий Морозов, автор песен, музыкант, звукорежиссёр, писатель, 57 лет.
- 14 марта — Леннарт Мери, бывший президент Эстонии, писатель и кинематографист, 76 лет.
- 27 марта — Станислав Лем, польский писатель, сатирик, философ, фантаст и футуролог, 84 года.
- 9 апреля — Лисандро Чавес Альфаро, никарагуанский писатель и поэт (род. в 1929).
- 10 мая — Александр Зиновьев, выдающийся писатель, логик, социолог, 83 года.
- 31 мая — Махмуд Этемадзаде, персидский писатель и переводчик, 91 год.
- 25 июля — Янка Брыль, классик белорусской литературы, написавший в соавторстве с Алесем Адамовичем и Владимиром Колесником знаменитую документальную книгу «Я из огненной деревни…», 88 лет.
- 2 сентября — Алексей Шлыгин, детский писатель и поэт, 66 лет.
- 25 октября — Пол Эйблан, британский писатель и драматург, 79 лет.
- 12 декабря — Нина Тарас, белорусская писательница, поэтесса, 90 лет.
- 25 декабря — Франтишек Бенхард, чешский прозаик, историк, литературный критик, переводчик, редактор, публицист, 82 года.
- 26 декабря — Натан Злотников, русский поэт, переводчик, 72 года.